# 1985 في البرتغال
فيما يلي قوائم الأحداث التي وقعت خلال عام 1985 في البرتغال.

## سياسة

### تعيين في المنصب
- 6 نوفمبر – أنيبال كافاكو سيلفا رئيس وزراء البرتغال.

### انتهاء فترة المنصب
- 6 نوفمبر – ماريو سواريز رئيس وزراء البرتغال.

## رياضة
- 1 يناير – بطولة العالم للعدو الريفي 1985
- 21 أبريل – جائزة البرتغال الكبرى 1985 الفائز آيرتون سينا.

## ظهور
- 22 فبراير – أوجوغو

## مواليد

### يناير
- 27 يناير – روبين أموريم لاعب كرة قدم برتغالي.[1]

### فبراير
- 2 فبراير – سيلفيستر فاريلا لاعب كرة قدم برتغالي.[2]
- 5 فبراير – كريستيانو رونالدو لاعب كرة قدم برتغالي.[3]

### مارس
- 24 مارس – فريدريكو جيل لاعب كرة مضرب برتغالي.

### أبريل
- 23 أبريل – كارلوس ايمانويل سواريس تافاريس لاعب كرة قدم برتغالي.[4]
- 24 أبريل – خوسيه مندس دراج برتغالي.

### مايو
- 5 مايو – لويس كارلوس كوريا بينتو لاعب كرة قدم برتغالي.[5]

### أكتوبر
- 17 أكتوبر – سارا موريرا[6]
- 18 أكتوبر – تياجو ماتشادو درّاج طريق برتغالي.